# Anastasia (együttes)
Az Anastasia (macedónul: Анастазија) egy 1990-ben alakult macedóniai zenei együttes.
Az együttes zenéje a régi bizánci zenét ötvözi az ortodox egyházi zenével és a macedón népzenével. Produkciójukban számos macedón népi hangszert is felhasználnak, mint például a kaval, gajda (duda), tapan ( balkáni és török zenében használatos dob ). Ugyanekkor a modern technológiát is igénybe veszik  - számítógép, mintahangok, szintetizátor stb. 
Az együttes főként filmzenékből, színházi szereplésekből és tv–s produkciókból ismert. Az Oscar-díjra jelölt Eső előtt című film zenéjét is ők írták.

## Tagjai
- Goran Trajkoski; ének, duda, furulya
- Zlatko Oridjanski; gitár, mandolin, furulya, háttérének
- Zoran Spasovski; dob, perkució, billentyű, háttérének.

## Lemezek
- By the Rivers of Babylon / Na rjekah Vavilonskih (1990)
- Lola V. Stain - Icon / Ikona (1990)
- Lola V. Stain - Mansarda (1992)
- By the Rivers of Babylon / Na Rjekah vavilonskih (1994)
- Before the rain / Pred Do`dot (1994)
- Face Burn / Lice Gori (1996)
- Melourgia (1997)
- Nocturnal (1998)